# Zanobi del Rosso

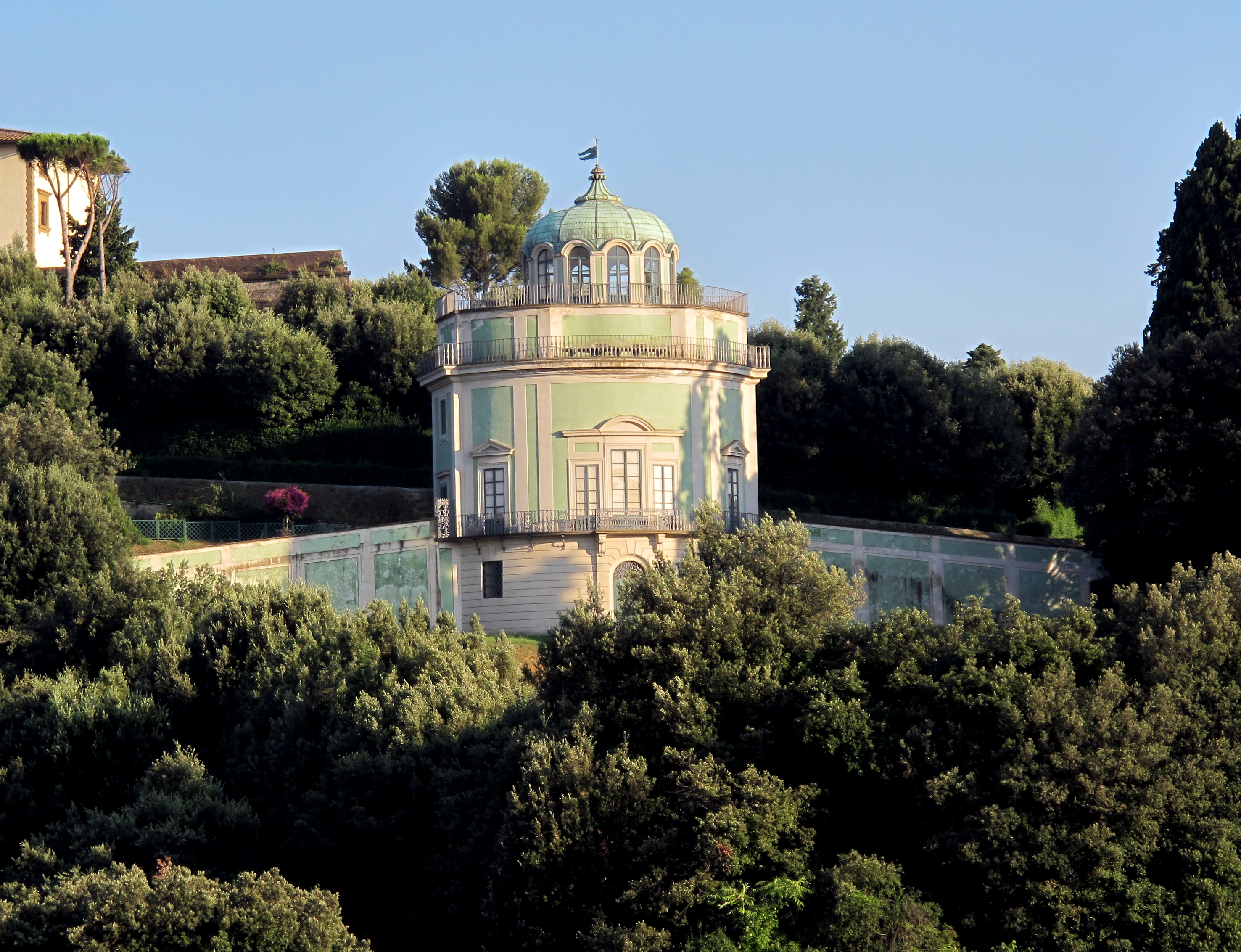
Das Kaffeehaus im Boboli-Garten

Zanobi Filippo del Rosso (auch: Rossi) (* 16. Dezember 1724 in Florenz; † 28. Januar 1798 ebenda) war ein italienischer Architekt des Spätbarock und Rokoko sowie Dichter.
Del Rosso wurde im Viertel Santa Maria Novella in Florenz als Sohn eines Architekten geboren. 1749 wurde er als Schüler in die Florentiner Accademia del disegno aufgenommen, ging aber bald darauf nach Rom, wo er ungefähr zwölf Jahre lang blieb.
In Rom waren seine Meister unter anderem Luigi Vanvitelli und Ferdinando Fuga. Er führte als Architekt einige weniger bedeutende Arbeiten aus und trat auch als Literat in Erscheinung. Unter dem Pseudonym Ofilio Maratonio war er Mitglied der Dichterakademie Arcadia. Er veröffentlichte ein zweibändiges erotisches Werk Dell'arte d'amare und Del rimedio dell'amore, das in einem gewissen Teil der Gesellschaft Roms der zweiten Hälfte des 18. Jahrhunderts beliebt war.
Während seines Aufenthalts in Rom heiratete Del Rosso die Malerin Francesca Stradetti aus Prato, die unter dem Dichternamen Laurinda Corintia Mitglied der Akademie der Arkadier war. Mit ihr hatte er einen Sohn Giuseppe (1760–1831), der ebenfalls Architekt wurde.
1765 kehrte er nach Florenz zurück, wo er sich ganz der Architektur widmete. Er führte die Neugestaltung der Kirche S. Margherita de’ Ricci (1769) aus und reparierte 1776 den durch einen Blitzeinschlag beschädigten zentralen Teil des Doms von Florenz. Eines seiner bekanntesten Werke ist das im Auftrag des habsburgischen Großherzogs Peter Leopold 1775 bis 1776 in einem orientalisierenden Rokoko-Stil erbaute Kaffeehaus im Boboli-Garten.